# Le Prince des lascars
Albums de Stomy Bugsy
95200 avec Ministère A.M.E.R.
(1994) Le Calibre qu'il te faut
(1996)
Le Prince des Lascars est un maxi de Stomy Bugsy produit par l'ex-Assassin Doctor L.

## Liste des titres
1. Laisse moi me fonce-d - 5:38
2. C'est ça ma vie (interlude) - 1:31
3. Le prince des lascars (Carotte Mix) - 4:50
4. Interlude - 0:56
5. L'impasse - 4:50
6. Mort en étant vivant - 5:05

## Musiciens
- Basse, guitare, claviers et vocoder : Christophe “Disco” Mink.
- Basse Synthé : Hervé Salters.
- Claviers: Jean-Philippe Dary.
- Chœur (musique): Karlito Brigantes et Kristel.